# Иво Лапена
Иво Лапена е хърватски югославски и британски професор по право, виден пропагандист на есперантото.
Президент на Световната есперантска асоциация от 1964 до 1974 г. Автор е на редица книги, съавтор е на Резолюцията от Монтевидео от 1954 г., с която изкуственият международен език есперанто е признат официално от ЮНЕСКО.
Един от основателите на специализираната Асоциация на юристите есперантисти.

## Биография
Роден е в град Сплит, по това време част от Австро-Унгария (днес в Хърватия). През 1933 г. в Загреб получава научната степен „доктор по философия“, през 1947 г. става професор и преподава право в Университета на Загреб. През 1949 г. напуска Югославия и се установява в Париж, а от 1951 г. се премества във Великобритания и единадесет години по-късно получава британско гражданство.
През 1928 г. Лапена научава есперанто и от 1937 г. взима дейно участие в различни международни асоциации на есперантистите като Международната лига за есперанто (от 1938 г.) и Световната есперантска асоциация, чийто член е от основаването ѝ през 1947 г. и председател от 1964 до 1974 г.
Умира през 1987 г. в Копенхаген, където е погребан.

## Семейство
Лапена има три брака, от които не оставя потомство:
- с Емилия Лапена
- с Люба Лапена
- с Бирте Лапена